# El Lloar
El Lloar – gmina w Hiszpanii, w prowincji Tarragona, w Katalonii, o powierzchni 6,79 km². W 2011 roku gmina liczyła 116 mieszkańców.